# Barbara Baynton
Barbara Janet Ainsleigh Baynton, (de soltera Lawrence; 4 de junio de 1857,Scone, Nueva Gales del Sur– 28 de mayo de 1929) fue una escritora australiana, conocida principalmente por sus relatos cortos sobre la vida en el monte. Publicó la colección Bush Studies (1902) "Estudios de lo Salvaje", publicado por Impedimenta en España en 2018 y traducido por Pilar Adón y la novela Human Toll (1907), además de escribir para The Bulletin y The Sydney Morning Herald. 

## Biografía
Barbara Baynton fue hija de inmigrantes irlandeses libres, John Lawrence y Elizabeth Ewart,aunque afirmó haber nacido en 1862 de Penelope Ewart y el capitán Robert Kilpatrick, de la Caballería Ligera de Bengala.Esta historia ficticia de su nacimiento le dio entrada a los círculos educados como institutriz y, en 1880, se casó con Alexander Frater, el hijo de sus empleadores. Pronto se trasladaron al distrito de Coonamble, y tuvieron dos hijos y una hija. Sin embargo, Alexander Frater se fugó con su sobrina, Sarah Glover, en 1887, y Barbara se trasladó a Sídney e inició el proceso de divorcio. El 4 de marzo de 1890 se concedió el divorcio.Más tarde se casó con el Dr. Thomas Baynton, un cirujano jubilado de 70 años que tenía amigos literarios. 
A partir de diciembre de 1896, comenzó a colaborar con relatos cortos en el Bulletin. Seis de ellos fueron publicados en 1902 en Londres por Gerald Duckworth and Company Ltd bajo el título de Bush Studies porque Barbara Baynton no había podido encontrar un editor para ellos en Sydney. Alfred Stephens, un amigo cercano, reseñó el libro en el Bulletin y declaró: 
"tan preciso, tan completo, con tal perspicacia en los detalles y tal fuerza en las declaraciones, se sitúa entre las obras maestras del realismo en cualquier idioma". Percival Serle, sin embargo, encontró que "La acumulación de detalles, sin embargo, es a veces exagerada, y al carecer de alivio humorístico, las historias tienden a dar una visión distorsionada de la vida en los barrios de atrás".
El marido de Baynton murió el 10 de junio de 1904 y le dejó todo su patrimonio. Fue una astuta administradora de la hacienda de su segundo marido, con propiedades en Melbourne y Londres. Invirtió en el mercado de valores, compró y vendió antigüedades y coleccionó ópalos negros de Lightning Ridge. También se convirtió en presidenta de la Law Book Company of Australasia. En 1907 se publicó su única novela, Human Toll, y en 1917 apareció Cobbers, una reimpresión editada de Bush Studies con dos historias adicionales. Durante la Primera Guerra Mundial, vivió en Inglaterra.
En febrero de 1921, se casó con su tercer marido, Rowland Allanson-Winn, 5.º barón de Headley; a partir de entonces se la adquirió el título de Lady Headley, pero nunca escribió con ese nombre. Él era un converso al Islam, pero ella no adoptó su religión. En 1925, la pareja se separó y ella regresó a Melbourne, donde vivió en el suburbio de Toorak. Se dice que la separación se debió al rechazo de su marido al trono de Albania. 
Barbara Baynton murió en Melbourne el 28 de mayo de 1929. Le sobrevivieron su tercer marido y sus dos hijos e hija del primer matrimonio. Su hija Penny Frater se casó con el político y periodista Henry Gullett,su nieto, Jo Gullett, también entró en política.
La actriz australiana Penne Hackforth-Jones (1942-2013), su bisnieta, escribió una biografía de Baynton, titulada Barbara Baynton - Between Two Worlds. 

## Obras seleccionadas

### Novela
- Human Toll (1907)

### Colecciones
- Bush Studies (1902)
- Cobbers (1917)

### Trabajos individuales
- The Chosen Vessel (1896) - historia corta
- Fragments: 1 Day-Birth (1899) - poema
- A Dreamer (1902) - historia corta
- Billy Skywonkie (1902) -  historia corta